# ONVIF
ONVIF（オンビフ、オーエヌブイアイエフ、Open Network Video Interface Forum）は、アクシス、ボッシュ、ソニーが立ち上げたネットワークカメラ製品のインターフェースの規格標準化フォーラムである。
ネットワークカメラの機能をWebサービスとして公開するのが特徴。クライアントはカメラからWSDLを取得してそのカメラが持つ機能の利用方法を動的に入手する。
カメラの動的な発見、カメラ情報の設定および取得、カメラの光学制御およびPTZ (パン・チルト・ズーム) 制御、イベントハンドリング、Video Analytics, ストリーミング、セキュリティといったネットワークカメラの利用に必要な一通りのインターフェイスを定義している。

## 概要
ONVIFはサービスを提供するネットワークカメラ側をNVT (Network Video Transmitter)、サービスを利用するクライアント側をNVC (Network Video Client) と呼ぶので、以降この呼称を利用する。
ONVIFが提供する主な内容は以下の通り。
- Device discovery

WS-Discoveryプロトコルを利用してNVCがNVTを発見する。
- Deviceサービス

各Webサービス (Analytics, Device, Event, Imaging, Media, PTZ) を提供するWebアドレス、オプション機能のうち実現されているもの、ネットワーク設定、システム情報、バックアップ/リストア、ファームアップデート、ログ、リブート、WS-Discoveryに関する設定、セキュリティーポリシー、ユーザー設定、証明書、入出力端子
以上に関する情報取得、設定、制御を行う
- Imagingサービス

逆光補正、ブライトネス、彩度、シャープネス、コントラスト、露出、フォーカス、IRカートフィルター、ホワイトバランス、ワイドダイナミックレンジ、防振、暗部補正、霞み補正、ノイズリダクション、これらのプリセット機能 以上に関する情報取得、設定、制御を行う
- Mediaサービス
  - ビデオソース、ビデオエンコーダー、オーディオソース、オーディオエンコーダー、Video Analytics、メタデータ、オーディオアウトプット、オーディオデコーダー。これらの設定を行う。。
  - 上記のリソースをグループとして管理するプロファイルの設定を行う。プロファイルでは上記に加えてPTZ情報も管理する。PTZの設定自体はPTZサービスで行われる。
  - ストリームの開始、停止（ストリーミングプロトコルはRTP/RTSP/RTCP）
  - スナップショットイメージの取得
  - ビデオソースに対して映像回転、レンズ情報、方位、ビデオソースモードの設定
- Media2サービス
  - Mediaサービスに対して各種改良が加えられたサービスで、H.265など各種エンコーディングのサポート、マスク、プロファイルを設定するためのコマンド数の削減による高速化、ビットレートなどに設定できる値のリストの取得が行える

- Eventサービス
  - WS-BaseNotificationフレームワークを利用したイベントハンドリングの仕組みを提供する。
  - ONVIF独自規格として、Real-time Pull-Point Notification interface, Notification streaming interfaceを定義している。

- PTZサービス
  - 絶対座標 (Absolute position)、現在位置からの移動 (Relative translation)、速度ベクトル (Continuous velocity)、絶対速度 (Speed) による座標系を定義し、各々の座標系により移動制御する仕組みを提供。
  - プリセットポジション、ホームポジション、プリセット巡回の設定
  - PT動作時の映像反転の設定
  - 座標系の反転の設定

- Video analyticsサービス
  - Analyticsモジュール（動体検知や不動体検知などのオブジェクト検出モジュール）の設定と出力される検出結果（Scene descriptionと呼ぶ）のフォーマットを定義している。
  - Analyticsモジュールの出力結果を分析して禁止領域への侵入検知や通過検知を行うモジュール（Ruleモジュール）への設定
- DeviceIOサービス
  - Deviceサービス、Mediaサービス、Media2サービスに重複する機能がある。
  - ビデオソース、ビデオアウトプット、オーディオソース、オーディオアウトプット、外部入出力
  - シリアルポートの設定とデータの送受

- Recording Control、Recording Search、Replayサービス
  - これらのサービスを合わせてProfileGと称され、内部・外部メディアへの映像や音声、イベントの保存、それらの検索、再生を行う
- Advanced Securityサービス
  - Deviceサービスに一部重複する機能があるが、仕様の曖昧さを改善し、一部機能が拡張されている。
  - keystoreによる鍵、証明書、証明書パス、CRL(証明書失効リスト)の管理
  - TLS（サーバー認証、クライアント認証）、802.1X
  - PKCS#8、PKCS#12による外部で生成された鍵や証明書のインポート
- Thermalサービス
  - サーマル機能に特化したサービスで、色温度のカラー(ColorPalette)）、温度が高い領域の白黒表示(Polarity)、不均一性補正(NUCTable )、冷却(Cooler)に関する情報取得、設定、制御を行う

- Provisioningサービス
  - PTZ、ローテート、フォーカスの制御を行う。PTZサービスと異なり、耐久的に駆動回数に制限があるカメラなど、設置時の設定を行うことを想定している。